# Laparan
Pour les articles homonymes, voir Laparan (homonymie).
Laparan est une île des Philippines, située dans la mer de Sulu. L’île se trouve dans la municipalité de Pangutaran, province de Sulu, région autonome en Mindanao musulmane,,,. L’île voisine la plus proche est North Ubian.

## Géographie
Laparan a une superficie de 4,225 kilomètres carrés (ou 4,39 km2 selon d’autres sources) et son littoral fait 17,694 km de long. Son altitude est basse, avec une moyenne de 1 mètre au-dessus du niveau moyen de la mer et un maximum de 3 mètres,.

## Climat et nature
Le climat de Laparan est tropical, caractérisé par de fortes précipitations tout au long de l’année, une humidité élevée et des températures constamment élevées. Les variations saisonnières de température sont minimes. L’île est couverte à 40% d’une forêt tropicale luxuriante, abritant une riche biodiversité. La végétation est dominée par des conifères à feuilles persistantes tels que les pins et les sapins, qui conservent leurs feuilles en forme d’aiguilles tout au long de l’année. Ces forêts se trouvent souvent dans des climats plus frais. 

## Population et infrastructures
Laparan est faiblement peuplée, avec une densité de population de 18 habitants par km2, et pauvre en infrastructures : il n’y a pas d’aéroport public accueillant des vols réguliers. L’aéroport le plus proche est celui de Sanga-Sanga, situé à 100 km. Il n’y a pas de port majeur. Le port majeur le plus proche est Siasi, à environ 100 km.

## Événements
En novembre 2016, des militants islamistes du groupe Abou Sayyaf ont attaqué le yacht Rockall, qui naviguait sous pavillon allemand, dans les eaux au large du sud des Philippines. La marine philippine a récupéré le yacht et l’a ramené sur l’île de Laparan. Les militaires ont trouvé à bord les passeports d’un couple de ressortissants allemands, Jurgen Kantner, âgé de 70 ans, et son épouse Sabine Merz, ainsi que le corps d’une femme blanche morte qui semblait correspondre à la photo du passeport de Sabine Merz. Jurgen Kantner avait été enlevé. Le groupe Abou Sayyaf est spécialisé dans les enlèvements contre rançon. Il a gagné des millions de dollars en enlevant des étrangers et en les décapitant lorsque ses demandes de rançon ne sont pas satisfaites. Dans un enregistrement audio, un chef connu d’Abou Sayyaf a revendiqué la responsabilité du raid sur le yacht. L’homme allemand enlevé a également parlé lors de l’appel téléphonique. À Berlin, le gouvernement allemand a déclaré qu’il ne faisait pas de déclarations sur les enlèvements de ses ressortissants à l’étranger.
Le 28 septembre 2017, un tremblement de terre d'une magnitude de 4,9 a frappé les Philippines. L’épicentre se trouvait à seulement 42,11 km de Laparan.